# Diócesis de Crookston
La diócesis de Crookston (en latín: Dioecesis Crookstoniensis y en inglés: Roman Catholic Diocese of Crookston) es una circunscripción eclesiástica de la Iglesia católica en Estados Unidos. Se trata de una diócesis latina, sufragánea de la arquidiócesis de Saint Paul y Mineápolis. Desde el 18 de octubre de 2021 su obispo es Andrew Harmon Cozzens.

## Territorio y organización
La diócesis tiene 144 574 km² y extiende su jurisdicción sobre los fieles católicos de rito latino residentes en 15 condados del estado de Minnesota: Becker, Beltrami, Clay, Clearwater, Hubbard, Kittson, Lake of the Woods, Marshall, Mahnomen, Norman, Pennington, Polk, Condado de Red Lake y Roseau.
La sede de la diócesis se encuentra en la ciudad de Crookston, en donde se halla la Catedral de la Inmaculada Concepción.
En 2021 en la diócesis existían 66 parroquias agrupadas en 5 decanatos.

## Historia
La diócesis se erigió el 31 de diciembre de 1909, tomando el territorio de la diócesis de Duluth.
La diócesis estuvo involucrada en el escándalo del abuso sexual de una niña de 14 años por parte del sacerdote Joseph Palanivel Jeyapaul; en septiembre de 2011, la diócesis acordó pagar a la víctima 750 000 dólares.

## Estadísticas
Según el Anuario Pontificio 2022 la diócesis tenía a fines de 2021 un total de 34 875 fieles bautizados.
| Año                                                                             | Población            | Población | Población      | Sacerdotes | Sacerdotes    | Sacerdotes    | Bautizados por sacerdote | Diáconos permanentes | Religiosos | Religiosos | Parroquias |
| Año                                                                             | Bautizados católicos | Total     | % de católicos | Total      | Clero secular | Clero regular | Bautizados por sacerdote | Diáconos permanentes | Varones    | Mujeres    | Parroquias |
| ------------------------------------------------------------------------------- | -------------------- | --------- | -------------- | ---------- | ------------- | ------------- | ------------------------ | -------------------- | ---------- | ---------- | ---------- |
| 1950                                                                            | 32 170               | 231 263   | 13.9           | 77         | 56            | 21            | 417                      |                      |            | 304        | 88         |
| 1966                                                                            | 41 192               | 215 500   | 19.1           | 83         | 59            | 24            | 496                      |                      | 2          | 439        | 55         |
| 1968                                                                            | 40 457               | 209 231   | 19.3           | 78         | 54            | 24            | 518                      |                      | 27         | 289        | 54         |
| 1976                                                                            | 44 476               | 215 227   | 20.7           | 71         | 49            | 22            | 626                      |                      | 24         | 269        | 48         |
| 1980                                                                            | 41 925               | 220 132   | 19.0           | 72         | 51            | 21            | 582                      |                      | 22         | 320        | 48         |
| 1990                                                                            | 41 766               | 243 895   | 17.1           | 64         | 47            | 17            | 652                      | 2                    | 19         | 244        | 78         |
| 1999                                                                            | 42 122               | 236 100   | 17.8           | 53         | 49            | 4             | 794                      | 8                    | 2          | 177        | 71         |
| 2000                                                                            | 41 057               | 236 100   | 17.4           | 45         | 41            | 4             | 912                      | 8                    | 6          | 187        | 71         |
| 2001                                                                            | 40 646               | 235 145   | 17.3           | 42         | 40            | 2             | 967                      | 12                   | 3          | 171        | 69         |
| 2002                                                                            | 40 429               | 235 145   | 17.2           | 46         | 44            | 2             | 878                      | 10                   | 4          | 157        | 69         |
| 2003                                                                            | 41 080               | 246 667   | 16.7           | 47         | 45            | 2             | 874                      | 10                   | 3          | 133        | 69         |
| 2004                                                                            | 36 263               | 247 741   | 14.6           | 44         | 42            | 2             | 824                      | 11                   | 3          | 138        | 69         |
| 2006                                                                            | 35 780               | 250 941   | 14.3           | 45         | 41            | 4             | 795                      | 13                   | 5          | 118        | 67         |
| 2013                                                                            | 34 700               | 262 900   | 13.2           | 46         | 43            | 3             | 754                      | 15                   | 3          | 71         | 66         |
| 2016                                                                            | 32 089               | 274 926   | 11.7           | 49         | 47            | 2             | 654                      | 19                   | 2          | 55         | 66         |
| 2019                                                                            | 35 014               | 277 690   | 12.6           | 44         | 41            | 3             | 795                      | 23                   | 3          | 41         | 66         |
| 2021                                                                            | 34 875               | 227 689   | 15.3           | 41         | 41            |               | 850                      | 21                   |            | 33         | 66         |
| Fuente: Catholic-Hierarchy, que a su vez toma los datos del Anuario Pontificio. |                      |           |                |            |               |               |                          |                      |            |            |            |

## Episcopologio
- Timothy J. Corbett † (9 de abril de 1910-25 de junio de 1938 renunció[nota 1])
- John Hubert Peschges † (30 de agosto de 1938-30 de octubre de 1944 falleció)
- Francis Joseph Schenk † (10 de marzo de 1945-27 de enero de 1960 nombrado obispo de Duluth)
- Lawrence Alexander Glenn † (27 de enero de 1960-24 de julio de 1970 renunció[nota 2])
- Kenneth Joseph Povish † (28 de julio de 1970-8 de octubre de 1975 nombrado obispo de Lansing)
- Victor Herman Balke (7 de julio de 1976-28 de septiembre de 2007 retirado)
- Michael Joseph Hoeppner (28 de septiembre de 2007-13 de abril de 2021 renunció)[nota 3]
- Andrew Harmon Cozzens, desde el 18 de octubre de 2021